# Partito della Giustizia e dello Sviluppo (Libia)
Il Partito della Giustizia e dello Sviluppo (in arabo حزب العدالة والبناء‎?, 'Hizb Al-Adala Wal-Bina') è un partito politico libico di orientamento islamista fondato nel marzo 2012.
Il primo segretario del partito è stato Mohamed Sowan, originario di Misurata, attivista dei Fratelli Musulmani nell'epoca della Giamahiria e imprigionato dal regime fino al 2006, in seguito diventato un gestore di hotel.
In occasione delle elezioni parlamentari del 2012, il Partito ha ottenuto il 10,27% dei voti, risultato che alcuni osservatori hanno considerato sotto le aspettative.
In ragione dell'appartenenza del partito alla Fratellanza Musulmana, la sua attività politica è osteggiata dall'Egitto del Presidente al-Sisi. 
Nell'aprile 2018 un esponente di spicco del partito, Khalid Almishri, è stato nominato a capo dell'Alto Consiglio di Stato.

## Risultati
| Elezione          | Voti    | %     | Seggi    |
| ----------------- | ------- | ----- | -------- |
| Parlamentari 2012 | 152 441 | 10,27 | 17 / 200 |